# Дирутенийтрииттрий
Дирутенийтрииттрий — бинарное неорганическое соединение
иттрия и рутения
с формулой Y3Ru2,
кристаллы.

## Получение
- Сплавление стехиометрических количеств чистых веществ:

{\displaystyle {\mathsf {3Y+2Ru\ {\xrightarrow {1350^{o}C}}\ Y_{3}Ru_{2}}}}

## Физические свойства
Дирутенийтрииттрий образует кристаллы
кубической сингонии, параметры ячейки a = 0,9854 нм, Z = 8
.
Соединение образуется по перитектической реакции при температуре ≈1350°C .